# Токайшвили, Николай Ираклиевич
Николай Ираклиевич Токайшвили (1916 — 1985, Тбилиси) — советский спортивный гимнаст. Заслуженный мастер спорта СССР.

## Биография
Николай Токайшвили родился в 1916 году.
Выступал в соревнованиях по спортивной гимнастике за тбилисское «Динамо». До Великой Отечественной войны был одним из самых известных гимнастов СССР. Десять раз завоёвывал медали чемпионата СССР: трижды золотые (в 1939 году в опорном прыжке, в 1946 году в упражнениях на брусьях, в 1948 году — на кольцах), четырежды серебряные (в 1947 году в личном многоборье, на кольцах и в опорном прыжке, в 1951 году — в опорном прыжке), трижды бронзовые (в 1946 году на кольцах, в 1948 году — на брусьях, в 1950 году — на перекладине).
Заслуженный мастер спорта СССР.
Умер в 1985 году в Тбилиси.